# Henry Fox (4e baron Holland)
Pour les articles homonymes, voir Henry Fox et Fox.
Henry Edward Fox, 4e baron Holland, 4e baron Holland de Foxley (7 mai 1802 - 18 décembre 1859), est un homme politique britannique whig et plus tard un ambassadeur. 

## Biographie
Il est né à Holland House, Londres, le fils aîné légitime de Henry Vassall-Fox (3e baron Holland) et de sa femme, Elizabeth Vassall, et fait ses études à Christ Church, Oxford. 

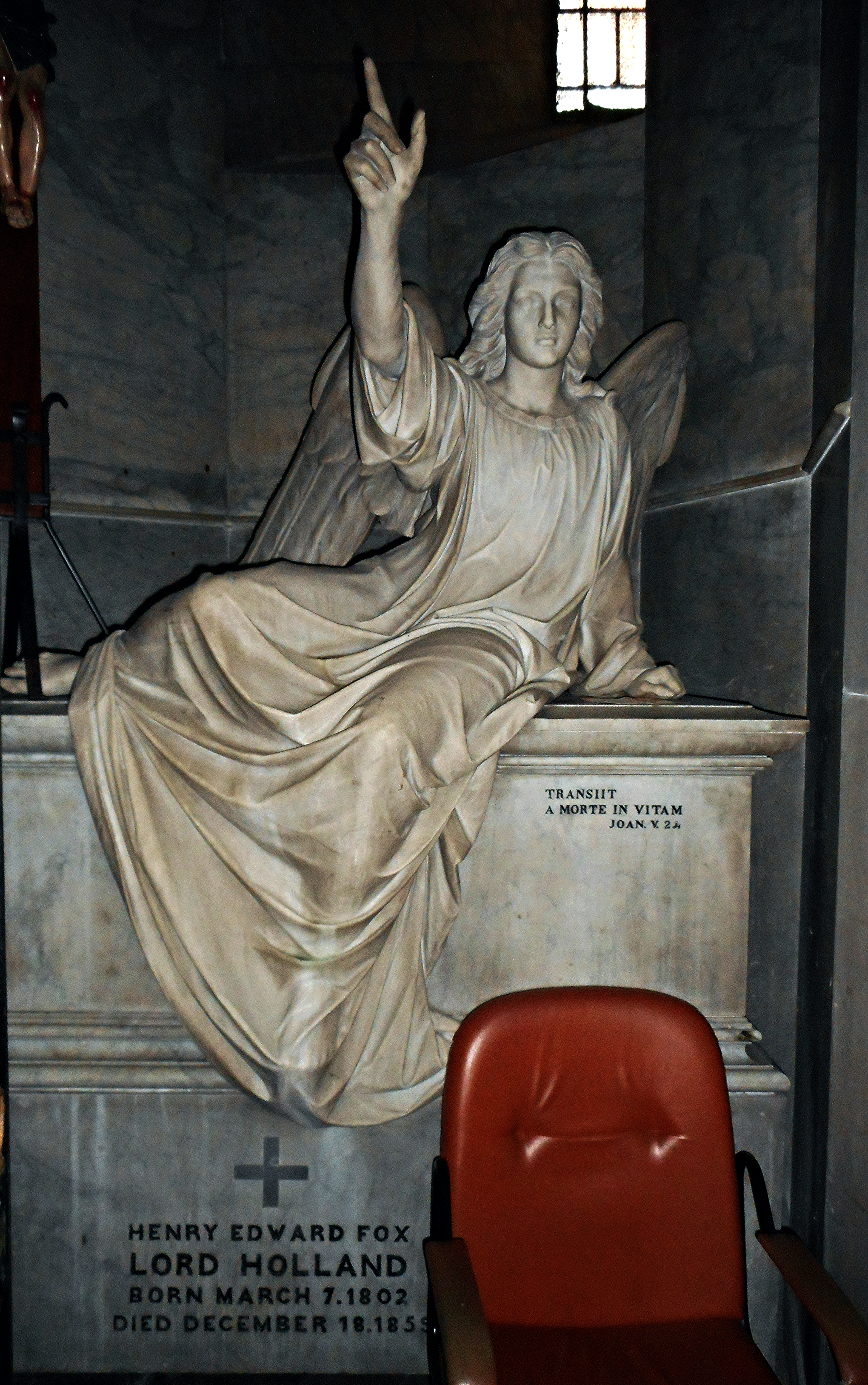
Monument à Henry Fox, 4e baron Holland, église San Giuseppe a Chiaia, Naples

Des extraits du journal qu'il tenait de 1818 à 1830 sont publiés en 1923, par son cousin et héritier Lord Ilchester (The Journal of the Hon. Henry Edward Fox). Il y relate sa vie dans la haute société britannique et ses voyages, ses rencontres avec des notables tels que Talleyrand, Samuel Rodgers, Sydney Smith et Lord Byron (et la maîtresse de Byron, Teresa Guiccioli, avec laquelle Fox a une liaison qu'il raconte dans le détail). 
Il est brièvement député de Horsham de 1826 à 1827 avant de rejoindre le service diplomatique en 1831, après quoi il est secrétaire de la légation à Turin de 1832 à 1835, attaché à Saint-Pétersbourg, secrétaire de l'ambassade à Vienne de 1835 à 1838, à la Confédération allemande en 1838, et à Florence de 1839 à 1846. 

## Mariage et descendance
Le 9 mai 1833, il épouse Mary Augusta Coventry (11 mai 1812 - 23 septembre 1889), une fille de George Coventry (8e comte de Coventry), avec qui il a trois enfants, tous morts en bas âge: 
- Fils mort-né (10 octobre 1838).
- Un fils (né et décédé le 7 mars 1842).
- Fille mort-née (8 août 1844).

Incapables d'avoir des enfants, ils adoptent une fillette de 3 mois née en France, Marie Fox (en), plus tard princesse de Liechtenstein, épouse du prince Louis de Liechtenstein (en). Sa mère serait une Française, Victoire Magny de Soissons, mais l'identité de son père n'était pas précisée. Elle est baptisée à l'Église Saint-Augustin de Paris sous le nom de Marie Henriette Adélaïde . À l'âge de trois mois, elle est retrouvée par un médecin appelé Dr Séguin, qui fait en sorte qu'elle soit adoptée par Henry Edward Fox, 4e baron Holland, et son épouse, Lady Mary Augusta Coventry . Lady Holland est dans la fin de la trentaine et Lord Holland insiste pour adopter la fille  . Sa paternité biologique reste un mystère; une rumeur voulait qu'elle soit la fille biologique de son père adoptif, née d'domestique. Elle écrit une histoire en deux volumes de Holland House, publiée en 1874. 
Lorsque Lord Holland meurt sans descendance masculine, à Naples, ses titres s'éteignent. 